# Phaeothecoidea proteae
Phaeothecoidea proteae är en svampart som beskrevs av Crous 2008. Phaeothecoidea proteae ingår i släktet Phaeothecoidea och familjen Mycosphaerellaceae.   Inga underarter finns listade i Catalogue of Life.